# Зеленьков
Зеле́ньков (укр. Зеленьків) — село в Тальновском районе Черкасской области Украины.
Население по переписи 2001 года составляло 1253 человека. Почтовый индекс — 20443. Телефонный код — 4731.

## Известные уроженцы
- Ефремов, Сергей Фёдорович (1893—1966) — украинский военный деятель, генерал-хорунжий Армии Украинской Народной Республики, главнокомандующий национальной обороны Карпатской Украины (1939).

## Местный совет
20443, Черкасская обл., Тальновский р-н, с. Зеленьков, ул. Шевченко, 1.